# Oxira floridoides
Oxira floridoides là một loài bướm đêm trong họ Noctuidae.